# Necrophobic
I Necrophobic sono un gruppo death metal con influenze black metal, proveniente dalla Svezia e formatisi alla fine degli anni ottanta.

## Storia

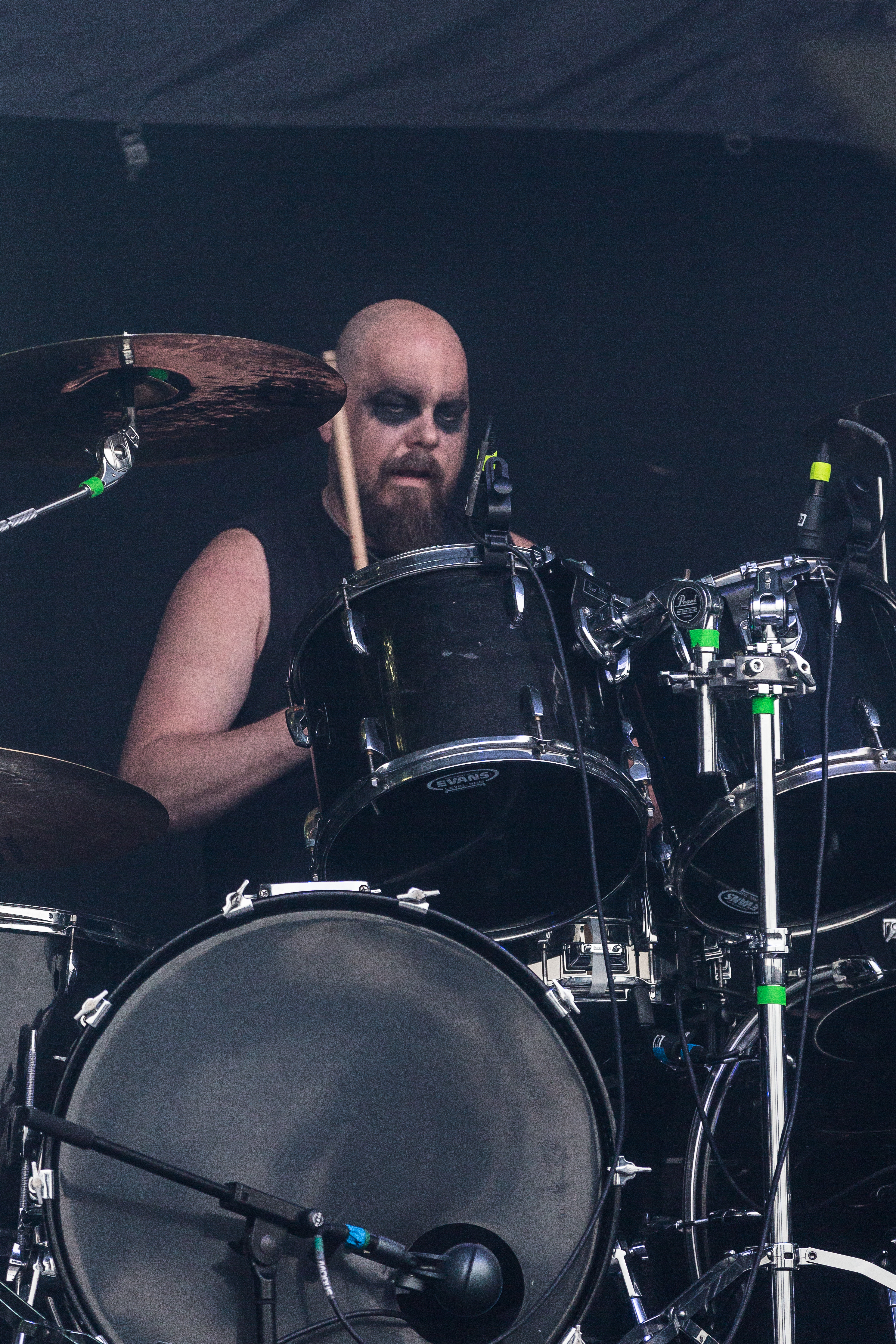
Joakim Sterner al Parthy.San Metal Open Air 2017

I Necrophobic si formano a Stoccolma nel 1989 per volere del chitarrista David Parland e del batterista Joakim Sterner, nell'intento di creare un gruppo di death metal con testi blasfemi. In quegli anni nella scena della città molti gruppi underground erano influenzati dalle sonorità dei grinders inglesi Carcass, Napalm Death ecc. mentre loro attingevano influssi soprattutto da Morbid Angel, Slayer e Bathory. Negli anni dal 1990 al 1992 la band si crea un folto seguito grazie ai demotapes Slow Asphyxiation, Unholy Prophecies e il 7 pollici The Call che donano alla band una buona reputazione dando visibilità e mettendola in contatto con la label tedesca Black Mark Records, della cui scuderia facevano parte anche Bathory ed Edge of Sanity, che offre loro il primo contratto discografico. 

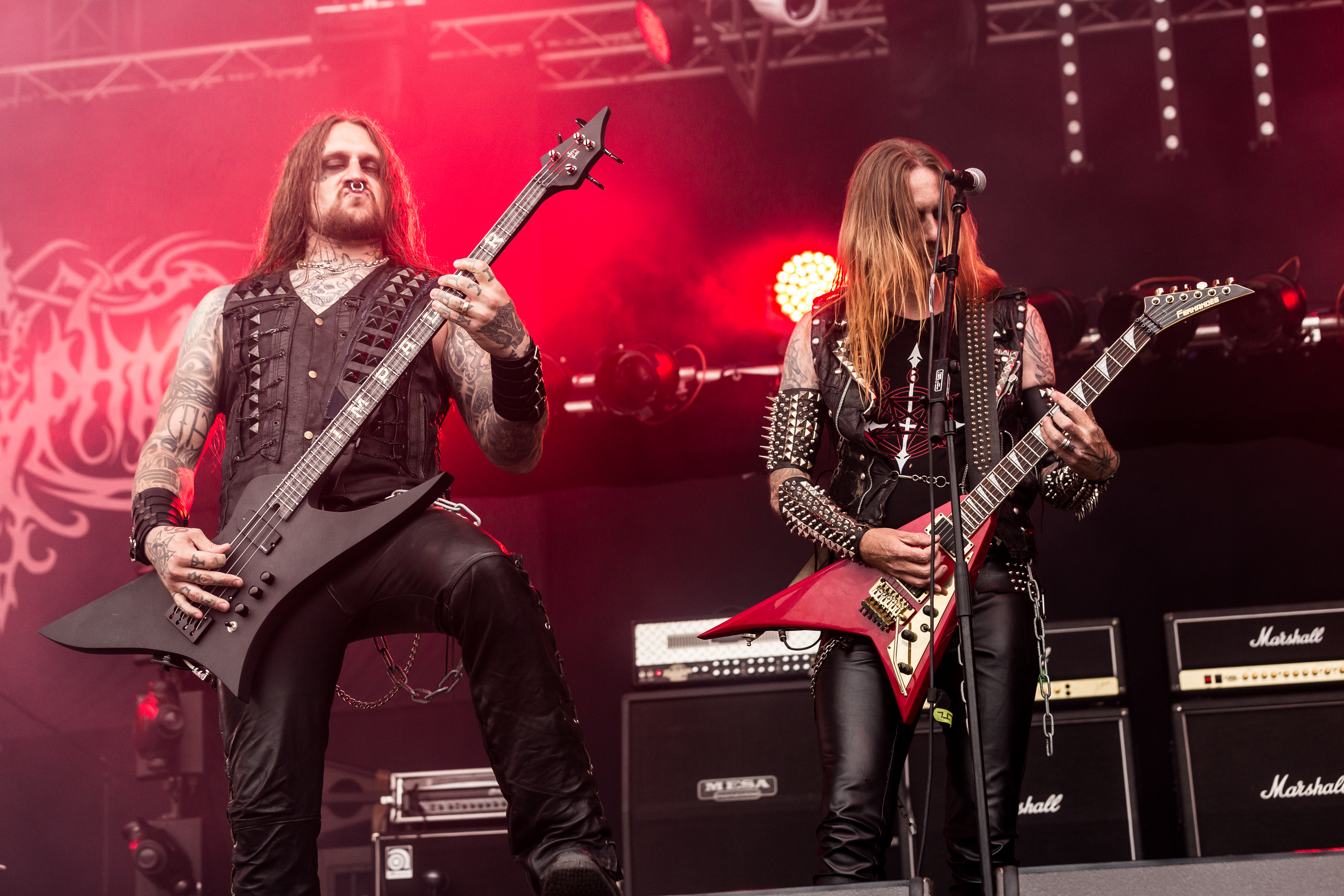
Alex Friberg e Sebastian Ramstedt

Assestata la formazione con l'entrata del cantante Anders Strokirk e del bassista Tobias Sidegård, la band incide nel 1993 The Nocturnal Silence, composto da nove canzoni death metal registrate nel tempio del death svedese, i Sunlight Studios (Entombed, Dismember, Grave etc…) del produttore Thomas Skogsberg. A differenza degli altri gruppi di Stoccolma come Entombed e Dismember, i Necrophobic si differenziano per un suono più cupo ed atmosfere infernali, trademark che non sarà mai lasciato dal gruppo. Durante il periodo tra il 1993 e il 1996, il gruppo si trovò ad affrontare seri problemi di formazione, prima con il cantante Anders, che fu sostituito alla voce dal bassista Sidegård e poi dal chitarrista Parland (poi nei Dark Funeral con il soprannome Blackmoon), che fu sostituito da Martin Halfdan. I Necrophobic continuarono quindi come terzetto (Sterner, Sidegård, Halfdan) e registrarono nel 1996 il mini cd Spawned by Evil, raggiunti poi dal chitarrista Sebastian Ramstedt non ancora in pianta stabile. Solo nel febbraio del 1997 la band dà alle stampe il secondo full length Darkside che vede in parte un assestamento del sound del gruppo. Registrato sempre ai Sunlight Studios, in questo platter le influenze black metal si faranno molto consistenti soprattutto nella voce di Sidegård e nelle atmosfere malvagie create da un sound aperto delle chitarre con largo uso di tapping. Questa particolarità sarà poi tipica di pochissimi altri gruppi (Dissection, Unanimated, Dawn, in parte anche i primi Naglfar) per i quali si conierà il termine death/black svedese. La copertina fu disegnata da Christian "Necrolord" Walhin e mostra un pantheon infernale con tanto di gigantesche statue di arcigni draghi alati.

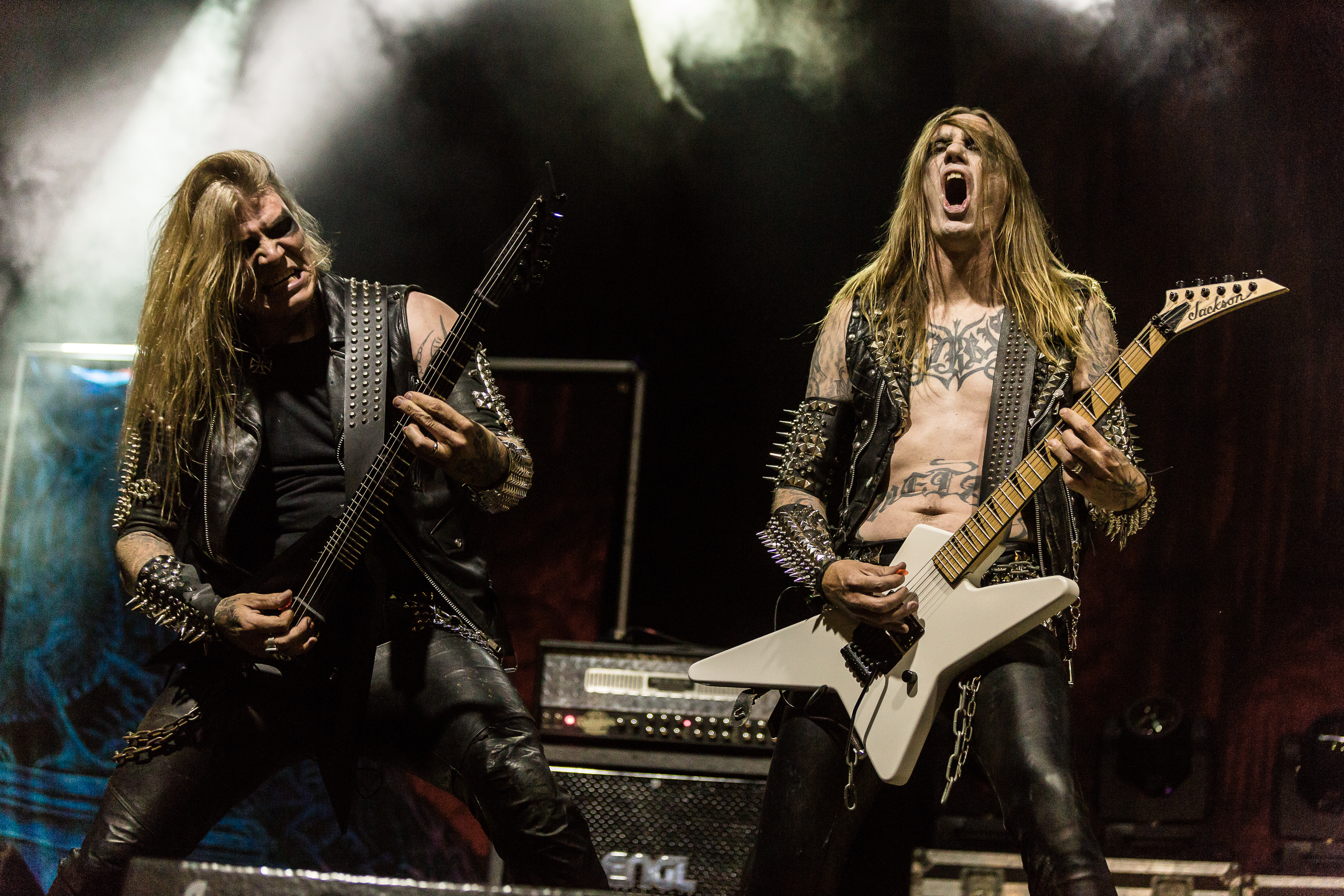
Johan Bergebäck e Sebastian Ramstedt al With Full Force Summer Open Air 2018

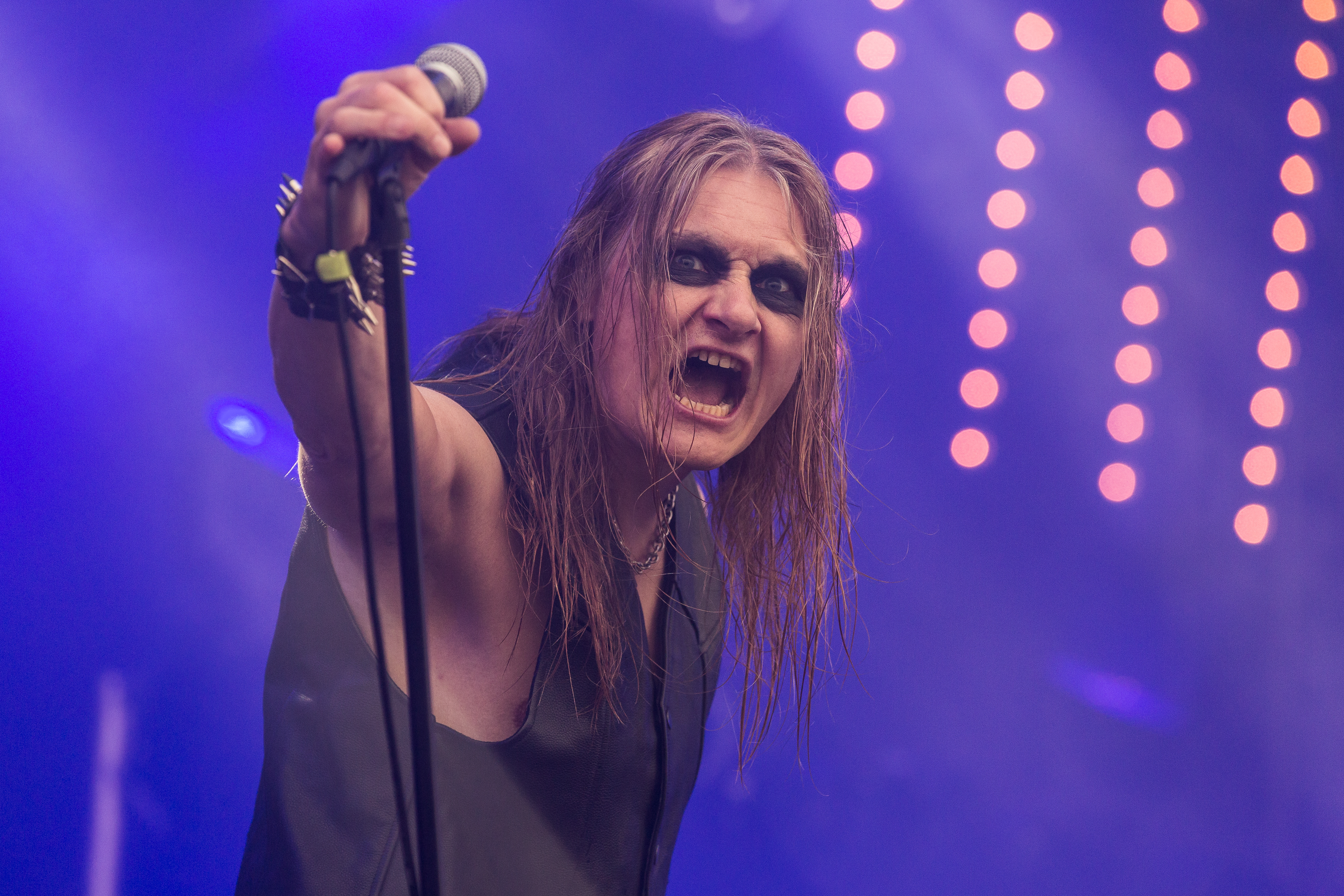
Anders Strokirk

Solo nell'inverno del 1999 la band rientrerà in studio per registrare il suo terzo album The Third Antichrist, che prosegue il cammino del precedente disco. Durante il tour in Germania nell'agosto del 2000, il chitarrista Halfdan decide di lasciare il gruppo per dedicarsi ad altre forme di metal estremo, e nello stesso periodo la band si trovò costretta ad affrontare anche grane con la sua etichetta Black Mark. Infatti, nonostante il buon riscontro conseguito con gli album, i Necrophobic ebbero una scarsa promozione da parte della label, cosa che costrinse il gruppo a firmare con l'olandese Hammerheart Records nel 2001. In questo periodo si completa anche la formazione con l'entrata del chitarrista Johan Bergeback proveniente dai Morpheus. Completato del nuovo materiale, la band dà alle stampe solo nel 2002 Bloodhymns che risulta essere il loro disco più fresco ed ispirato ma non disconstandosi comunque di una virgola dal loro trademark.
Dopo il relativo tour di supporto all'album, problemi con l'etichetta portarono i Necrophobic a sciogliere il contratto con la Hammerheart (nel frattempo trasformata in Karmageddon Media) e alla fine del 2004 firmano un nuovo deal discografico con la svedese Regain Records (un tempo conosciuta come Wrong Again). Durante il 2005 la band compone nuovo materiale ed entra in studio per registrare il quinto album Hrimthursum (letteralmente Giganti di Ghiaccio), coerente con il death/black proposto fino ad ora con in più alcune parti progressive che allungano la durata media delle canzoni. 
Nel 2009 esce Death to All. Il 4 settembre 2013, un mese prima dell'uscita di Womb of Lilithu, il cantante Tobias Sidegård viene arrestato ed incarcerato per diciotto mesi con l'accusa di violenza domestica nei confronti di sua moglie e delle sue figlie. In seguito a questo fatto, il gruppo ha assunto come nuovo cantante Anders Strokirk, licenziando il vecchio: l'album seguente, Mark of the Necrogram, è stato pubblicato nel 2018.

## Formazione

### Formazione attuale
- Tobias Sidegård - basso (1991-2008), voce (2008-)
- Sebastian Ramstedt - chitarra (1996-)
- Johan Bergebäck - chitarra (2001-)
- Joakim Sterner - batteria (1989-)

### Ex componenti
- Alex Friberg - basso (1998-2019)
- Stefan Zander - voce e basso (1990)
- Stefan Harrvik - voce e basso (1989-1993)
- Anders Strokirk - voce (1993-1994)
- David Parland - chitarra (1989-1996, 2000-2001)
- Martin Halfdan - chitarra (1993-2000)
- Joakim Stabel - basso (1991)

## Discografia
Album in studio
- 1993 - The Nocturnal Silence
- 1997 - Darkside
- 1999 - The Third Antichrist
- 2002 - Bloodhymns
- 2006 - Hrimthursum
- 2009 - Death to All
- 2013 - Womb of Lilithu
- 2018 - Mark of the Necrogram
- 2020 - Dawn of the Damned

Raccolte
- 2009 - Satanic Blasphemies

EP
- 1993 - The Call
- 1996 - Spawned by Evil
- 2003 - Tour EP 2003
- 2017 - Pesta

Demo
- 1989 - Realm of Terror
- 1990 - Slow Asphyxiation
- 1990 - Retaliation
- 1994 - Bloodfreezing